# Alexis Smithová
Margaret Alexis Fitzsimmons-Smithová, nepřechýleně Smith (8. června 1921 Penticton – 9. června 1993 Los Angeles), byla americká herečka a zpěvačka kanadského původu.

## Život

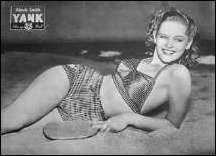
Alexis Smith na obálce časopisu Yank (1945)

Narodila se 8. června 1921 v Pentictonu v Britské Kolumbii jako dcera Kanaďanky Gladys Mabel Fitz-Simmonsové a Skota Alexandra Smithe. V roce 1939 se s rodinou přestěhovala do Los Angeles, kde začala studovat na Hollywood High School, ale poté, co ji v roce 1940 objevil hledač talentů od Warner Bros, s filmovým studiem podepsala roční smlouvu a ze studentky se rázem stala herečka. Téhož roku poprvé debutovala minirolí ve filmu Lady with Red Hair (1940) a do první hlavní role byla obsazena již o rok později v historickém dramatu Hloubkový bombardér (1941). Po jejím prvním úspěšném snímku The Constant Nymph (1943) se její herecká kariéra konečně rozběhla naplno. Během 40. let si zahrála celkem v 34 filmech (mezi nejznámější patří např. Konflikt (1945), Night and Day (1946), či Dvě paní Carrollové (1947)).
V roce 1944 se také provdala za herce Craiga Stevense, se kterým žila až do jeho smrti v roce 1989. Žádné děti však neměli.
V polovině 50. let se začala orientovat spíše na divadlo a spolu s manželem zazářila v několika komediálních hrách i muzikálech. Za hru Follies v roce 1972 dokonce získala cenu Tony pro nejlepší herečku v muzikálu. K filmu se opět vrátila až v roce 1975, kde hrála po boku Kirka Douglase ve filmu Once Is Not Enough (1975).
Jejím posledním filmem se stalo romantické drama Martina Scorseseho Věk nevinnosti (1993). Téhož roku však zemřela na rakovinu mozku, těsně po svých 72. narozeninách.

## Filmografie (výběrová)
- 1941 The Smilling Ghost (režie Lewis Seiler)
- 1941 Steel Against the Sky (režie A. Edward Sutherland)
- 1941 Hloubkový bombardér (režie Michael Curtiz)
- 1942 Gentleman Jim (režie Raoul Walsh)
- 1943 The Constant Nymph (režie Edmund Goulding)
- 1944 The Doughgirls (režie James V. Kern)
- 1944 Dobrodružství Marka Twaina (režie Irving Rapper)
- 1945 The Horn Blows at Midnight (režie Raoul Walsh)
- 1945 San Antonio (režie Raoul Walsh, David Butler, Robert Florey)
- 1945 Konflikt (režie Curtis Bernhardt)
- 1946 Night and Day (režie Michael Curtiz)
- 1947 Stallion Road (režie Raoul Walsh, James V. Kern)
- 1947 Dvě paní Carrollové (režie Peter Godfrey)
- 1948 Whiplash (režie Lewis Seiler)
- 1948 The Woman in White (režie Peter Godfrey)
- 1948 The Decision of Christopher Blake (režie Peter Godfrey)
- 1949 South of St. Louis (režie Ray Enright)
- 1949 One Last Fling (režie Peter Godfrey)
- 1949 Any Number Cna Play (režie Mervyn LeRoy)
- 1950 Wyoming Mail (režie Reginald Le Borg)
- 1950 Undercover Girl (režie Joseph Pevney)
- 1950 Montana (režie Ray Enright, Raoul Walsh)
- 1951 Cave of Outlaws (režie William Castle)
- 1953 Split Second (režie Dick Powell)
- 1954 Spící tygr (režie Joseph Losey)
- 1975 Once Is Not Enough (režie Guy Green)
- 1993 Věk nevinnosti (režie Martin Scorsese)